# کارنده

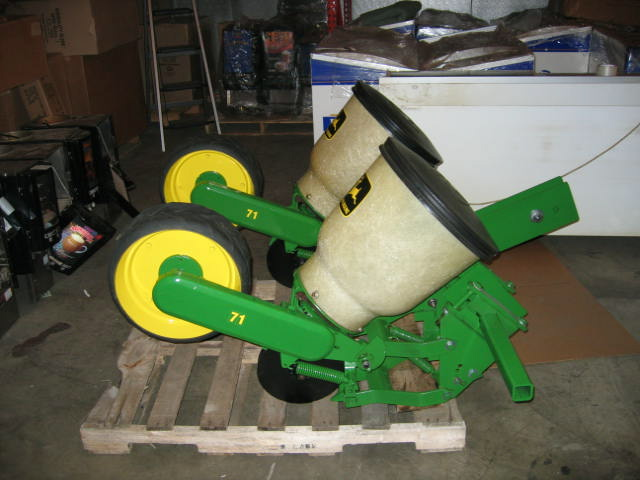
یک گلدان دوردیفه با واحدهای ردیفی جان دیر «۷۱ فلکسی».

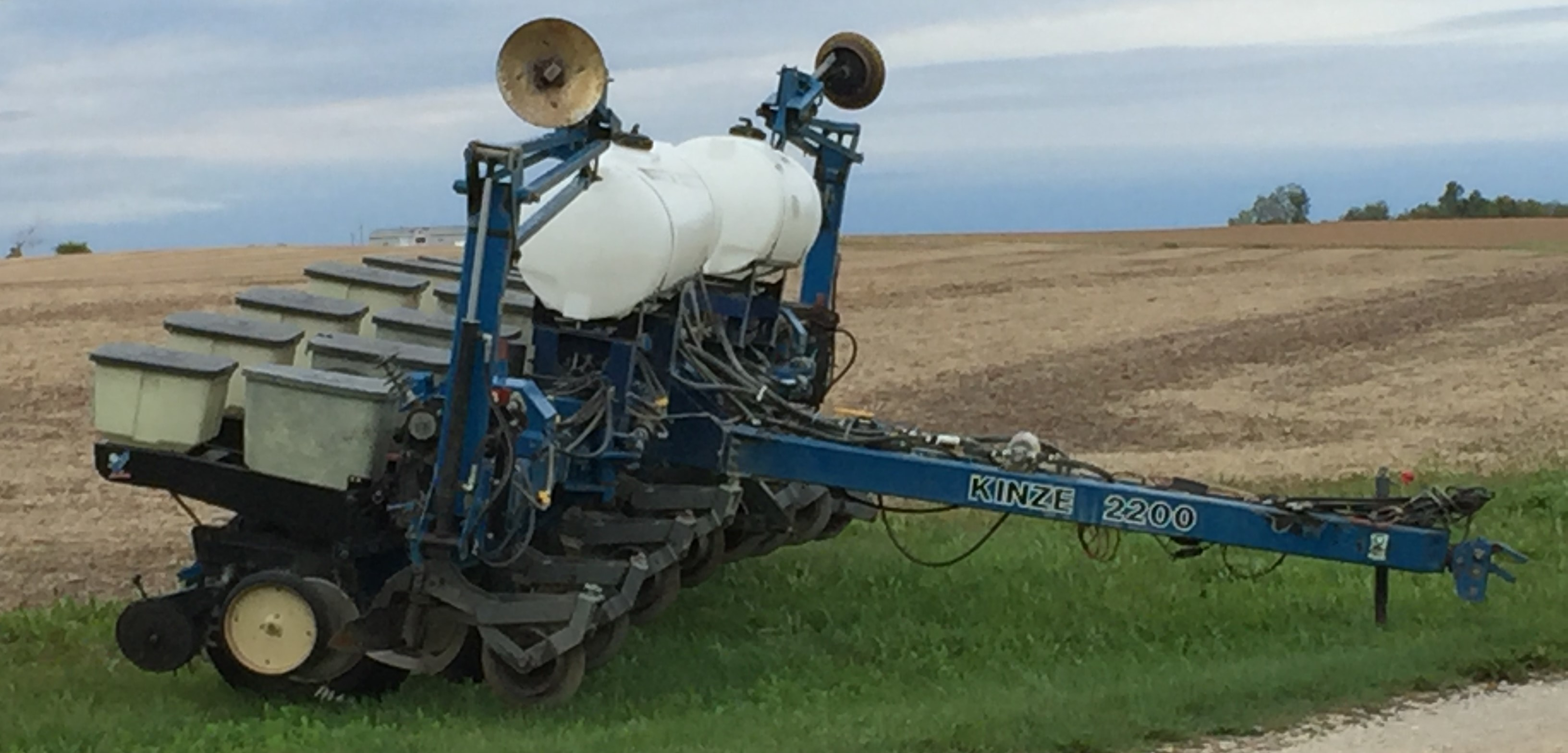
گلدان Kinze 2200

کارنده (به انگلیسی: Planter) یک ابزار مزرعه است که معمولاً پشت تراکتور یدک می‌کشد و بذرها را در ردیف‌هایی در سراسر یک مزرعه می‌کارد. با یک میله کششی یا سه‌نقطه‌ای به تراکتور متصل می‌شود. کارنده‌ها، دانه‌ها را به روشی دقیق در امتداد ردیف‌ها قرار می‌دهند. اندازه کارنده‌ها بسیار متفاوت است، از ۱ ردیف تا ۵۴، که بزرگ‌ترین آنها در جهان ۴۸ ردیف John Deere DB120 است. چنین کارنده‌های بزرگتر و جدیدتر شامل چندین ماژول به نام واحدهای ردیف هستند. واحدهای ردیف به‌طور مساوی در امتداد کارنده در فواصل زمانی که به‌طور گسترده‌ای بر اساس محصول و محل متفاوت است، قرار می‌گیرند. رایج‌ترین فاصله ردیف در ایالات متحده امروزه ۳۰ اینچ است.